# Félix Lecler
Pour les articles homonymes, voir Lecler.
Pierre-Annet-Jean dit Félix Lecler, né le 30 juillet 1814 à Aubusson (Creuse) et mort le 16 décembre 1895 à Paris, est un homme politique français.

## Biographie
Après des études au séminaire d'Ajain (Creuse), il suit des études secondaires au collège de Clermont-Ferrand puis le droit à Paris. Pendant son stage, il s'occupe de littérature, collaborant à L'Artiste, à la Revue dramatique et au Siècle. Inscrit au barreau d'Aubusson en 1838, il écrit dans l'Album de la Creuse et soutient la candidature de Charles Sallandrouze de Lamornaix, directeur de la plus importante fabrique de tapisserie de la ville, en 1846. Opposant à Louis-Philippe au nom de ses idées libérales, il est nommé commissaire du gouvernement provisoire dans le département de la Creuse après la Révolution française de 1848. Toutefois, attaqué par les socialistes de Boussac inspirés par Pierre Leroux, il démissionne au bout de huit jours.
Élu le 23 avril 1848, le 4e sur 7, avec 19 473 voix sur 49 820 votants député de la Creuse à l'Assemblée législative, où il siège sur les bancs des républicains modérés et devient secrétaire du comité de finances.
Reprenant ses activités au barreau d'Aubusson en 1849, il est nommé rédacteur au contentieux du ministère des finances en 1850, puis payeur à Rodez, à Niort et à Angers. Lors de la suppression des payeurs, en 1866, il rentre au ministère des finances comme chef du bureau de contentieux. Sous la présidence de Jules Grévy, il est nommé directeur général de l'administration de l'enregistrement et des domaines.
Candidat au Sénat dans la Creuse lors du renouvellement triennal du 6 janvier 1885, il est battu avec 151 voix sur 616 votants. Nommé conseiller-maître à la Cour des Comptes, il est de nouveau candidat au Sénat le 25 janvier 1889, où le candidat radical l'emporte avec 320 voix contre 317. Toutefois, cette élection ayant été invalidée, il parvient finalement à se faire élire sénateur de la Creuse le 17 mars suivant avec 345 voix sur 639 votants. Il y siège jusqu'à sa mort en décembre 1895.
Il est promu officier de la Légion d'honneur en 1875.